# Grande riavvicinamento
Il Grande riavvicinamento (in inglese The Great Rapprochement), secondo gli storici tra cui Bradford Perkins, descrive la convergenza degli obiettivi diplomatici, politici, militari ed economici tra gli Stati Uniti e la Gran Bretagna nel periodo 1895-1915, i due decenni precedenti l'inizio della prima guerra mondiale. 

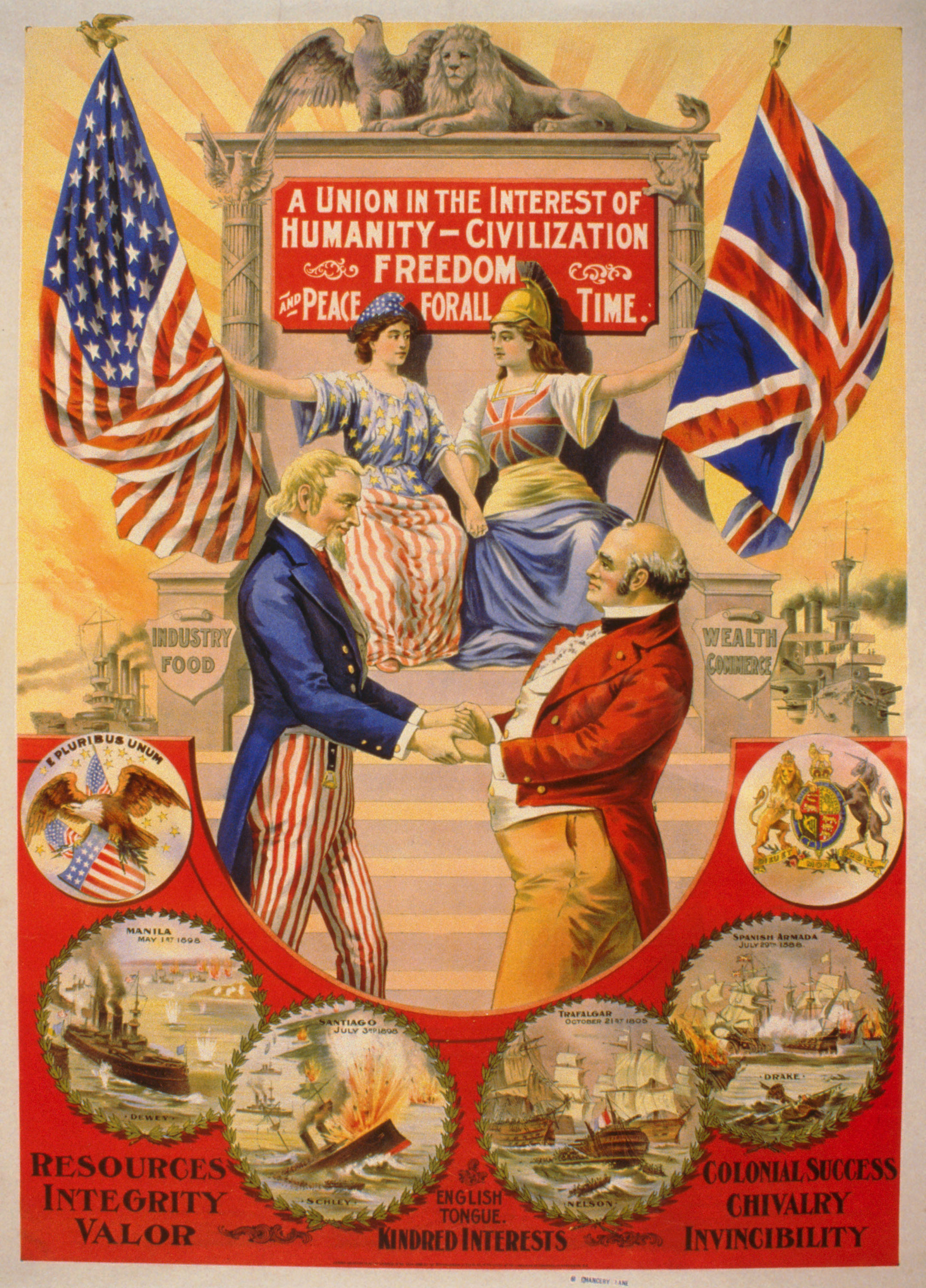
Lo zio Sam abbraccia John Bull, mentre Britannia e Columbia si tengono per mano e siedono insieme sullo sfondo in The Great Rapprochement (1898).

## Sentimenti contrastanti
Adam Smith predisse in La ricchezza delle nazioni (1776) che se fossero state rappresentate in Parlamento, in un secolo le Tredici Colonie sarebbero diventate il centro dell'Impero britannico, ma la Rivoluzione americana che iniziò di lì a breve, interruppe il rapporto dell'impero con le ex colonie. La guerra del 1812 e le controversie lungo il confine tra Canada e Stati Uniti continuarono a creare diffidenze tra i due paesi. Gli Stati Uniti furono visti come una potenziale minaccia dall'Impero britannico, che a sua volta fu visto come l'impero antico e aristocratico che una volta aveva dominato l'America.
Gli americani, da parte loro, restarono sulla difensiva nella loro valutazione degli obiettivi britannici dopo il 1815, in gran parte a causa dello status di " belligerante " conferito dal governo di Sua Maestà Britannica agli Stati Confederati d'America durante la Guerra civile americana (1861 -1865). Particolarmente irritante per gli Stati Uniti fu la costruzione, l'armamento e il varo della CSS Alabama da un porto inglese nel 1862. L'Alabama ebbe una carriera di successo interrompendo il trasporto marittimo americano nell'Atlantico fino a quando non fu affondata nella battaglia di Cherbourg nel 1864. Le rivendicazioni in Alabama furono risolte tra le due potenze atlantiche per arbitrato, diversi anni dopo la guerra, formando un utile modello per risolvere altre controversie che sorsero tra le due nazioni all'inizio del XX secolo.
La Gran Bretagna stessa rimase un modello di civilizzazione per gli anglo-americani, per una proporzione ancora significativa dei vertici della società americana fino al XX secolo. I legami culturali ed economici servirono a mantenere le due nazioni vicine anche durante i periodi peggiori. Ad esempio, ci fu ambivalenza e persino un'aperta opposizione alla Guerra del 1812 negli Stati Uniti, e i cittadini del New England furono pronti mettere una pietra sopra quasi immediatamente dopo la cessazione delle ostilità nel 1815.
Anche prima della rivoluzione americana, gli americani erano ben consapevoli di quanto dovevano al loro background culturale britannico e le istituzioni britanniche avevano sempre contrastato favorevolmente contro le loro controparti europee; già nel 1823, la Gran Bretagna sostenne la dottrina americana Monroe e i due paesi cooperarono nelle missioni navali del squadrone dell'Africa occidentale contro il commercio di schiavi.
Tuttavia, le maggiori differenze che avevano separato gli Stati Uniti agricoli e antimperialisti e la Gran Bretagna industrializzata e imperialista diminuirono rapidamente dopo il 1865. Gli Stati Uniti uscirono dalla loro guerra civile come una grande potenza industriale con un rinnovato impegno nei confronti di un governo federale (centralizzato) più forte nei confronti dei singoli Stati. Emersero dalla guerra ispano-americana (1898) come un potere imperiale con possedimenti in tutto il mondo e un interesse speciale per quello che nel 1914 divenne il Canale di Panama . Allo stesso tempo, la Gran Bretagna stava subendo una crescente pressione a causa della crescita dell'economia e della marina dell'Impero tedesco, e stava tagliando i potenziali conflitti alla periferia dell'impero al fine di concentrarsi sulla crescente minaccia sul Mare del Nord. Come parte del processo di ridimensionamento imperiale, la Gran Bretagna risolse un conflitto di confine tra Canada e Alaska, ritirò le sue obiezioni a un canale controllato dagli americani nel Trattato Hay-Pauncefote del 1901 e accettò nel 1902 di arbitrare una disputa sulla riscossione del debito con il Venezuela . Forse prevedendo il conflitto anglo-tedesco in arrivo, durante sua vecchiaia, Otto von Bismarck osservò alla fine del XIX secolo che l'evento più significativo del XX secolo sarebbe stato "Il fatto che i nordamericani parlassero inglese".
Nel 1901 molti influenti britannici sostennero una relazione più stretta tra i due paesi. WT Stead propose persino quell'anno in The Americanization of the World che l'Impero britannico e gli Stati Uniti si fondessero per unificare il mondo di lingua inglese, poiché così facendo avrebbe aiutato la Gran Bretagna a "continuare per sempre a essere parte integrante del più grande di tutte le Potenze mondiali, supreme in mare e inattaccabili a terra, liberate permanentemente da ogni paura di attacchi ostili e capaci di esercitare un'irresistibile influenza in tutte le parti di questo pianeta". L'americano scozzese Andrew Carnegie condivise l'obiettivo, dicendo a Stead "Stiamo andando dritti verso i Re-Stati Uniti (in inglese Re-United States)". Con il declino dell'Anglophobia americana, Londra si rese conto del valore di un alleato a lungo termine che avrebbe impedito un turbamento dell'equilibrio di potere britannico, che Germania e Russia sembravano minacciare. L'America sembrava capire e in qualche misura concordare con le aspirazioni imperiali britanniche, se non sempre con i metodi usati nella loro ricerca. L'adozione della " Open Door Policy " del Segretario di Stato americano John Hay nei confronti della Cina ottenne molta buona fede dalla parte occidentale dell'Atlantico, accelerando ulteriormente il ritmo di riavvicinamento dopo il 1900. Dopo un ultimo flirt britannico con i disegni anti-americani della Germania nella crisi venezuelana del 1902–03, la Gran Bretagna e l'America si abbracciarono senza riserve durante la presidenza di Theodore Roosevelt (1901-1909).

## Interessi comuni
La cultura e la lingua americana derivavano in gran parte da quelle del Regno Unito. Tuttavia, gli irlandesi americani erano fortemente ostili alla Gran Bretagna a causa della questione dell'indipendenza dell'Irlanda e spinsero il Partito Democratico verso misure ostili, come quella sulla disputa sul confine con il Venezuela.

## Guerra ispano-americana
Il segno più evidente di un riavvicinamento nelle relazioni anglo-americane fu il sostegno della Gran Bretagna durante la guerra ispano-americana nel 1898. La Gran Bretagna aveva precedentemente favorito il controllo spagnolo su Cuba, poiché il possesso di Cuba da parte degli Stati Uniti ostili avrebbe potuto danneggiare il commercio britannico nei Caraibi. Tuttavia, con lo scioglimento delle relazioni anglo-americane e una garanzia di indipendenza cubana da parte degli Stati Uniti nel 1898, la Gran Bretagna abbandonò questa politica e appoggiò la posizione dell'America su Cuba e la guerra. Ufficialmente la Gran Bretagna fu neutrale. Allo stesso tempo, Washington rifiutò di fornire supporto ai boeri nella seconda guerra boera.
All'inizio della guerra ispano-americana, la maggior parte delle potenze dell'Europa continentale rimase neutrale, avvertendo ripetutamente la Spagna di non provocare una guerra con i più potenti Stati Uniti. La Gran Bretagna rimase formalmente neutrale ma apertamente schierata con gli Stati Uniti. Durante la guerra dei 90 giorni, la Gran Bretagna vendette carbone alla Marina degli Stati Uniti e permise alle forze armate statunitensi di utilizzare i cavi di comunicazione sottomarini britannici. Quando la flotta del Commodoro Dewey salpò dal porto di Hong Kong per Manila, i soldati e i marinai britannici nel porto applaudirono senza vergogna.